# Aneyakōji-dōri
L'Aneyakōji-dōri (姉小路通, Aneyakōji-dōri), littéralement Rue de la ruelle de la sœur, est une voie du centre-ville de Kyoto. Orientée est-ouest de son début au Kiyamachi-dōri (en), près de la rivière Takase, jusqu'au Teramachi-dōri (en), elle est orientée ouest-est jusqu'à son aboutissant et termine au Sai-dōri (ja).

## Description

### Situation
L'Aneyakōji-dōri traverse l'arrondissement de Nakagyō d'est en ouest. Elle est située juste en-dessous de l'Oike-dōri, l'une des principales artères de la ville. Elle débute au Kiyamachi-dōri (en) pour rejoindre le Nishiōji-dōri (ja) (西大路通), même si la voie pavée qui se poursuit jusqu'au Sai-dōri (ja) est communément référée du même nom. La rue est légèrement interrompue par la gare de Nijō.
La portion entre le Kiyamachi-dōri et le Teramachi-dōri dévie légèrement vers le sud du tracé du reste de la rue.

### Voies rencontrées
De l'est vers l'ouest, en sens unique, du Kiyamachi-dōri (en) jusqu'au Teramachi-dōri (en), puis de l'ouest vers l'est. La liste des voies rencontrées va continuer à garder l'orientation de l'est vers l'ouest et ainsi seront les voies rencontrées par la droite (d) ou la gauche (g).
1. Kiyamachi-dōri (en) (木屋町通) (canal Takase)
2. Kawaramachi-dōri (en) (河原町通)
3. Teramachi-dōri (en) (寺町通) (Changement de direction)
4. Gokomachi-dōri (御幸町通)
5. Fuyachō-dōri (ja) (麩屋町通)
6. Tominokōji-dōri (富小路通)
7. Yanaginobanba-dōri (ja) (柳馬場通)
8. Sakaimachi-dōri (堺町通)
9. Takakura-dōri (ja) (高倉通)
10. (d) Ainomachi-dōri (間之町通)
11. Higashinotōin-dōri (en) (東洞院通)
12. (d) Kurumayachō-dōri (間之町通)
13. Karasuma-dōri (en) (烏丸通)
14. Ryōgaemachi-dōri (両替町通)
15. Muromachi-dōri (en) (室町通)
16. Koromonotana-dōri (衣棚通)
17. Shinmachi-dōri (ja) (新町通)
18. Kamanza-dōri (釜座通)
19. Nishinotōin-dōri (ja) (西洞院通)
20. Ogawa-dōri (小川通)
21. Aburanokōji-dōri (ja) (油小路通)
22. Horikawa-dōri (en) (堀川通)
23. Iwagami-dōri (岩上通)
24. Inokuma-dōri (ja) (猪熊通)
25. Kuromon-dōri (黒門通)
26. Ōmiya-dōri (en) (大宮通)
27. Shinsen'en-dōri (神泉苑通)
28. Yashiro-dōri (矢城通)
29. Bifuku-dōri (美福通)
30. Senbon-dōri (en) (千本通) (Ligne principale Sanin)
31. Rokkenmachi-dōri (六軒町通)
32. (d) Shichihonmatsu-dōri (ja) (七本松通)
33. Taihei-dōri (太平通)
34. Shimonomori-dōri (下ノ森通) [aussi appelée Aiainozushi-dōri (相合図子通)]
35. Onmae-dōri (en) (御前通)
36. Tenjin-dōri (天神通)
37. Nishidoi-dōri (西土居通)
38. Nishiōji-dōri (ja) (西大路通)
39. Sai-dōri (ja) (佐井通) [aussi appelée Kasuga-dōri (春日通)]

## Odonymie
La façon officielle de lire le nom de la rue est Aneyakōji-dōri, même si la forme Anekōji-dōri est acceptée. À l'époque d'Edo, le nom était lu Anegakōji ou Anenokōji.

## Histoire
Pendant la période de la ville impériale (Heian-kyō), la rue avait douze mètres de largeur et coupait l'avenue Suzaku d'est en ouest, la voie principale vers le palais impérial. Beaucoup d'institutions scolaires se situaient sur la rue, comme le Kangakuin (ja), le Kōbun'in (ja) et le Shōgakuin (ja) ; elle était donc principalement une voie institutionnelle. Au tournant de l'époque de Kamakura, la rue est peu à peu devenue une rue résidentielle pour les familles de nobles et de samouraï, avant de graduellement se transformer en voie commerçante. À l'époque d'Edo, la rue s'étendait du Teramachi-dōri (en) à l'Ainomachi-dōri, puis du Higashinotōin-dōri (en) à l'Ōmiya-dōri (en).
Lors de la bulle spéculative japonaise, des mouvements communautaires se sont mobilisés pour préserver l'aspect historique de la rue, comme l'Association de quartier d'Aneyakōji (姉小路界隈を考える会) fondée en 1995 et qui se concentre sur la portion de la rue entre le Karasuma-dōri et le Teramachi-dōri. En 1995, les plans de construction d'une tour d'appartements de onze étages ont reçu des vagues de protestation des groupes communautaires, et des accords ont été signés entre la ville et le comité de quartier pour préserver les bâtiments. L'association de quartier d'Aneyakōji, présidé par Shinpei Taniguchi (谷口親平), a notamment été l'auteur des accords des édifices du quartier d'Aneyakōji (姉小路界隈地区建築協定), signés en 2002, et qui stipule qu'aucun édifice nouvellement construit ne doit dépasser 18 mètres. Au XXIe siècle, la rue est devenue une paisible résidentielle avec ses maisons traditionnelles et ses commerces historiques, agissant en quelque sorte comme la ruelle de l'Oike-dōri, une route à huit voies très achalandée située juste au-dessus de l'Aneyakōji-dōri.

## Patrimoine et lieux d'intérêt
Contrairement aux rues autour d'elle, l'Aneyakōji-dōri a su préserver son caractère historique, notamment ses machiyas traditionnels. On n'y retrouve aucun édifices à appartements, même si quelques maisons ne sont pas de type traditionnel. On y retrouve de nombreuses commerces bien établis, même si certains prennent l'apparence d'une habitation normale.
Les boutiques historiques incluent le Saiundō (彩雲堂), boutique de matériel de peinture fondée à l'époque Meiji, et dont l'enseigne a été écrite par Tomioka Tessai, peintre de renommée. Le restaurant Hachihyakusan (八百三) est un restaurant de miso fondé en 1708 et dont l'enseigne a été écrite par le peintre Kitaōji Rosanjin.